# 9583 Clerke
9583 Clerke este o planetă minoră (asteroid) din centura de asteroizi. A fost descoperită pe 28 aprilie 1990 la Observatorul Siding Spring de Robert H. McNaught și a fost numită după Agnes Mary Clerke⁠(d). 
Obiectul prezintă o orbită caracterizată de o semiaxă mare de 2,3927966 UAi, o excentricitate de 0,28, o înclinație de 22,15904 ° în raport cu ecliptica.